# Passo da Areia (Viamão)
Passo da Areia é um distrito do município de Viamão, no Rio Grande do Sul. O distrito possui cerca de 3 000 habitantes e está situado ao sul do município.